# Eois serrilineata
Eois serrilineata är en fjärilsart som beskrevs av Louis Beethoven Prout 1910. Eois serrilineata ingår i släktet Eois och familjen mätare. Inga underarter finns listade i Catalogue of Life.